# Afrikansk flodsvala
Afrikansk flodsvala (Pseudochelidon eurystomina) är en fågel i familjen svalor inom ordningen tättingar.

## Utbredning och systematik
Afrikansk flodsvala förekommer i häckningstid vid Kongofloden samt dess biflod Oubangui i Demokratiska republiken Kongo. Den förekommer också året runt i kustområden i Gabon samt Kongo-Brazzaville. Den utgör tillsammans med den förmodligen utdöda vitögda flodsvalan underfamiljen flodsvalor (Pseudochelidoninae). 

## Status
IUCN har inte klassificerat den afrikanska flodsvalans bevarandestatus på grund av kunskapsbrist.

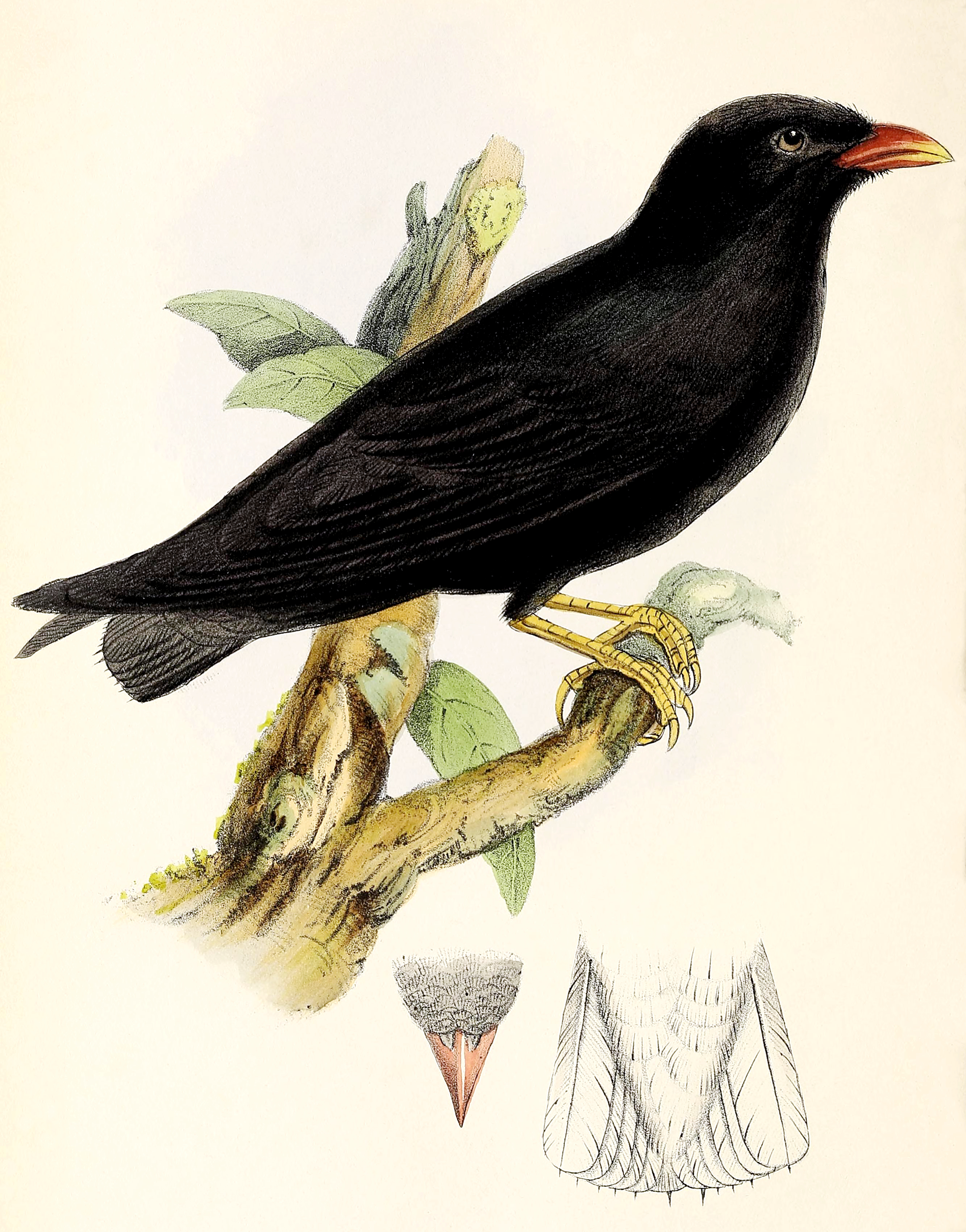
Illustration från bestämningsartikeln av Gustav Hartlaub publicerad i tidskriften Ibis 1861.